# 茅岗水库
茅岗水库是中国浙江省衢州市开化县境内的一座水库，位于马金溪支流中村溪上，建于1977年。水库正常库容为845万立方米，集雨面积为30平方千米，海拔为297.98米。